# Хаотичний рельєф

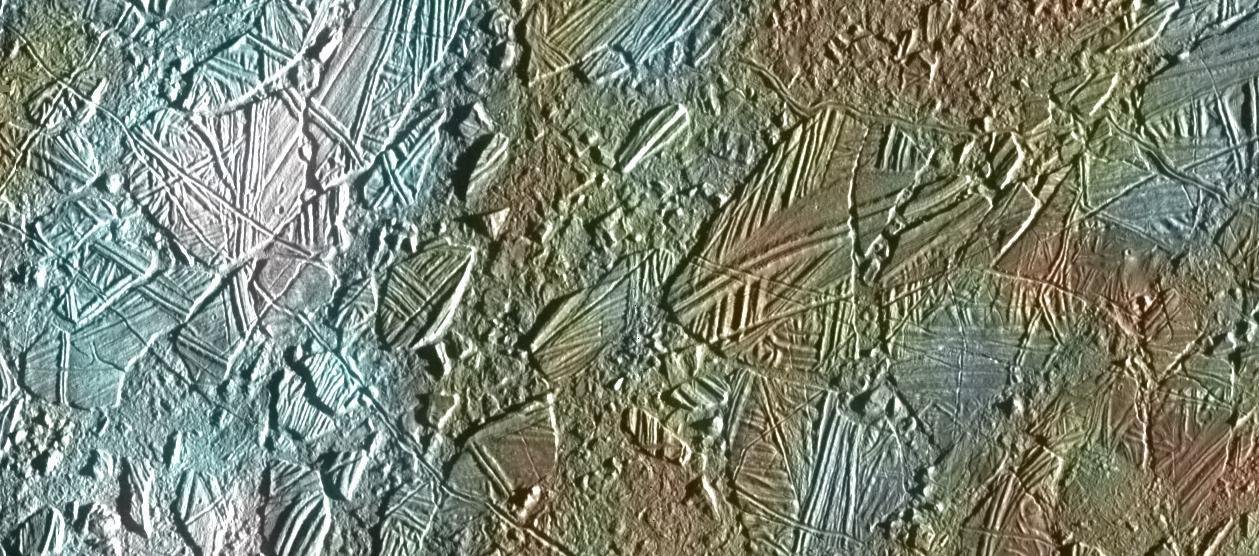
Conamara Chaos на Європі

У планетології хаос (або хаотичний рельєф) — це ділянка поверхні планети, на якій такі деталі рельєфу, як кряжі, розломи та рівнини, виявляються перемішаними та переплутаними між собою. Хаос — це важлива форма рельєфу для Марса та Меркурія, Європи (супутник Юпітера) та Плутона (карликова планета). В науковій номенклатурі термін «chaos» використовується як компонент власних назв деталей на поверхні планет (напр., «Aureum Chaos» на Марсі).

## На Марсі
|                                                                                       |
| Топографічна мапа регіону Oxia Palus, на якій показано розташування декількох хаосів. |

| |
| Мапа квадрангла Margaritifer Sinus із позначенням основних деталей. Aureum Chaos розташований вгорі мапи. |

| |
| Великі каньйони в Aureum Chaos, знімок THEMIS. На цих широтах яри зустрічаються рідко. Знімок із квадрангла Margaritifer Sinus. |

| |
| Iani Chaos, знімок THEMIS. Пісок, що походить зі столових гір, які зазнають ерозії, вкриває яскравіші поверхневі породи. Клацніть на знімку, аби побачити співвідношення Iani Chaos та інших місцевих деталей. Знімок з квадрангла Margaritifer Sinus. |

| |
| Квадранглова мапа Oxia Palus із позначеннями основних деталей. Цей квадрангл містить чимало запалих ділянок поверхні з хаотичним рельєфом, і багато каналів витоку (або річкових долин). |

|                                                                                               |
| Ерозія в Aram Chaos, знімок THEMIS. Зображена місцевість розташована в квадранглі Oxia Palus. |

|                                                                                             |
| Блоки в Aram Chaos демонструють ймовірне джерело води, знімок THEMIS, квадрангл Oxia Palus. |

| |
| Hydraotes Chaos, знімок HiRISE. Клацніть на знімку, аби побачити канали та шари. Шкала масштабу відповідає 1000 метрів. |

|                                                      |
| Hydaspis Chaos, знімок HiRISE. Квадрангл Oxia Palus. |

|                                                                                             |
| Шари зі світлим забарвленням в Eos Chaos, знімок HiRISE. Квадрангли Oxia Palus та Coprates. |

| |
| Мапа квадрангла Phaethontis. Клацніть, аби збільшити та розгледіти деякі назви кратерів. Gorgonum Chaos розташований вгорі мапи. |

| |
| Gorgonum Chaos, знімок з космічного апарата Mars Reconnaissance Orbiter, камера HiRISE. Ширина знімка відповідає 4 км на поверхні. Квадрангл Phaethontis. |

| |
| Atlantis Chaos, знімок HiRISE. Клацніть на знімку, аби побачити мантійне покриття та ймовірні яри. Ці два знімки є різними частинами початкового зображення. Вони мають різний масштаб. Квадрангл Phaethontis. |

|                                                                         |
| Ister Chaos, знімок HiRISE. Хаос розташований у квадранглі Lunae Palus. |

|                                                            |
| Ister Chaos зблизька знімок HiRISE. Квадрангл Lunae Palus. |

|                                                                                         |
| Хаотичний рельєф, знімок HiRISE в рамках програми HiWish. Квадрангл Margaritifer Sinus. |

1 квітня 2010 року НАСА опублікували перші знімки, зроблені в рамках програми HiWish, в якій прості люди можуть пропонувати місця на Марсі, які HiRISE має сфотографувати. Однією з восьми запропонованих місцевостей став Aureum Chaos. Перший знімок внизу демонструє широкий вид на цю місцевість. Наступні два зображення походять зі знімка HiRISE.
| |
| Знімок THEMIS, що є контекстом для наступних двох знімків HiRISE. Чорним прямокутником приблизно позначено місцевість, зображену на наступних знімках. Це фото є лише частиною неосяжної області, відомої під назвою Aureum Chaos. Клацніть на знімку, аби розгледіти більше деталей. |

|                                                                 |
| Aureum Chaos, знімок виконано HiRISE, в рамках програми HiWish. |

| |
| Збільшений варіант частини попереднього зображення, знімок виконано HiRISE в рамках програми HiWish. Невеличкі округлі цятки — це валуни. |

## На Меркурії
|                |
| Басейн Caloris |

## Причини виникнення
Конкретні причини виникнення хаосів все ще не до кінця зрозумілі. Можливими причинами їх виникнення називали декілька різних астрогеологічних сил. 2004 року науковці висловили припущення, що на Європі такими силами виступають імпактні події з подальшим проникненням у м'якші, або рідкі шари кори. В листопаді 2011 року команда дослідників з Техаського університету та інших дослідницьких інституцій опублікували в журналі Nature нові факти, що можуть свідчити про те, що деталі поверхні у формі «хаотичного рельєфу» на Європі розташовані над величезними озерами рідкої води. Якщо так, то ці озера мали б бути заточені в льодовиковому покриві супутника й цілковито ізольовані, а також відокремлені від рідкого океану, який, як вважають, існує ще нижче під льодяною кіркою. Замість моделі зовнішнього удару, автори пропонують чотирикрокову модель, за якою могли б утворюватись відповідні форми рельєфу (хаоси) на поверхні, та мілкі, ізольовані озера під нею. Аби остаточно підтвердити існування озер, потрібна буде космічна місія, метою якої стане зондування льодяного покрову планети — фізично або непрямо, скажімо, з використанням радара.
Вважається, що на Марсі хаоси асоціюються з вивільненням значних об'ємів води. Хаотичні деталі могли утворитися внаслідок западання поверхні в тих місцевостях, де поверхневі шари породи покинула вода. Марсіанські річки беруть свій початок в областях хаотичного рельєфу. Такі області можна розпізнати за безладом, утвореним столовими горами, останцями та пагорбами, посіченими лініями долин, які в деяких місцях виглядають майже візерунчастими. Деякі частини таких хаотичних ділянок рельєфу не обвалилися повністю — вони все ще утворюють великі столові гори, а отже вони все ще можуть містити поклади водного льоду. На хаоси можна натрапити в багатьох місцях на Марсі, і вони завжди залишають сильне враження, наче щось різко розворушило поверхню в цих місцях. Хаоси сформувалися дуже давно. Підраховуючи кратери (чим більша кількість кратерів у певній місцевості, тим більший її вік) і вивчаючи співвідношення долин з іншими геологічними деталями, науковці дійшли висновку, що канали утворилися від 2 до 3.8 мільярда років тому.
Науковці роздумували над різними ідеями, які могли б пояснити виникнення хаотичного рельєфу. Одним із пояснень того, звідки взялася вода, яка так швидко могла покинути поверхневі шари в певній місцевості, тим самим утворивши хаос, є багаті на воду відкладення, що накопичувалися в гігантських каньйонах на дні океану. Пізніше, коли океан зник, ці відкладення замерзли. Якби гаряча магма наблизилася до такої місцевості, лід розтанув би, та сформував би величезні підземні річкові системи. І коли б така система наблизилася до поверхні, вода б прорвалася назовні бурхливим потоком, вирізьблюючи на своєму шляху ті долини, які ми бачимо сьогодні. Є багато ознак того, що на Марсі таки справді існував океан. Були сфотографовані місця, де поверхня обвалилася, і де вода з-під поверхні, з підземних річок, могла вийти назовні, покидаючи ті ділянки, які ми тепер маємо змогу спостерігати як хаоси. Одна з перших теорій щодо джерела води, базувалася на старих знімках, виконаних орбітальним апаратом «Вікінг». Тоді дослідники вважали, що ці витоки води могли походити з водоносного горизонту, захищеного кріосферою; на думку вчених, у такому водоносному горизонті могла накопичитись тала вода з південного полюса. Кріосфера могла сформуватись у верхніх шарах кори планети протягом гесперійського періоду її історії. Один хаос, Galaxias Chaos, міг утворитися внаслідок сублімації багатих на лід відкладень.
| |
| Ця серія рисунків демонструє іншу модель формування марсіанських хаосів. Її авторами є Педерсен та Гед, 2011 рік. Об'єм сублімації перебільшено, аби якомога зрозуміліше показати сам процес. Клацніть на зображенні, аби побачити більше деталей. |

## В популярній культурі
- У графічному романі «Хранителі» доктор Мангеттен замислюється над альтернативними поглядами на існування, і каже, що Марс обрав «хаотичний рельєф» замість життя.